# Frontenhausen
Frontenhausen är en köping (Markt) i Landkreis Dingolfing-Landau i Regierungsbezirk Niederbayern i förbundslandet Bayern i Tyskland.